# Райкова могила
Райкова могила е село в Южна България. То се намира в община Свиленград, област Хасково. До 1934 година името на селото е Каик кьой (каик на турски е лодка).
Селото се намира близо до границата с Гърция и на около 4 км от границата с Турция.